# Brezovik (Czarnogóra)
Brezovik (cyr. Брезовик) – wieś w Czarnogórze, w gminie Nikšić. W 2011 roku liczyła 315 mieszkańców.